# Stop (Spice Girls)
Stop is een nummer van de Britse meidengroep Spice Girls uit 1998. Het is de derde single van hun tweede studioalbum Spiceworld.
"Stop" werd, net zoals alle andere nummers die de Spice Girls in die tijd uitbrachten, een wereldwijde hit. Het haalde de 2e positie in het Verenigd Koninkrijk, waarmee het de eerste single van de Spice Girls was dat daar niet de nummer 1-positie pakte. In de Nederlandse Top 40 werd de 6e positie gehaald, en in de Vlaamse Ultratop 50 de 14e.